# Assedio di Cahir
L'assedio di Cahir (o assedio del castello di Cahir) fu un assedio che ebbe luogo a Munster, nell'Irlanda del sud, nel 1599, durante la campagna condotta dal conte di Essex contro i ribelli irlandesi nel corso della guerra dei nove anni (1595-1603). Per quanto il castello fosse considerata la fortezza più resistente del paese, il conte di Essex la conquistò dopo pochi giorni di bombardamento con la propria artiglieria. La regina Elisabetta I, ad ogni modo, minimizzò in seguito l'episodio, ritenendo i difensori "niente più che una massa disordinata di furfanti".

## La campagna
Nell'aprile del 1599, il conte di Essex sbarcò a Dublino con l'esercito più grande mai visto in Irlanda (16 000 fanti e 1300 cavalieri). Aveva evitato il confronto diretto coi ribelli di Hugh O'Neill e scelse invece di portarsi nella parte sud dell'isola, più suscettibile dell'interferenza spagnola in un periodo in cui l'Inghilterra temeva seriamente una nuova spedizione dell'Invincibile Armata. Nel corso di un controverso ed inutile tour della provincia di Munster, il conte di Essex si assicurò la resa del castello di Derrinlaur prima di ottenere a caro prezzo il castello di Cahir presso il fiume Suir.
Per qualsiasi forza nemica che desiderasse penetrare ad ovest del fiume Suir nel cuore dei territori dei ribelli, la fortezza dei baroni di Cahir era un punto necessario di passaggio. Il castello sorgeva su uno sperone di roccia nel mezzo del fiume ed era considerato inespugnabile sia per la sua posizione, sia per le sei torri che lo circondavano con uno spesso muro di cinta.
Al tempo il castello era di proprietà di un nobile irlandese, Thomas Butler, IV barone Cahir, sotto la custodia di suo fratello, James Galdie ("l'inglese"). Prima della cattura del castello di Derrinlaur, il conte di Essex aveva accusato il barone di Cahir di collusione col ribelle Edmund Fitzgibbon, "il cavaliere bianco". Il barone di Cahir ad ogni modo aveva dato formale rassicurazione che James Galdie avrebbe arreso il castello non appena avrebbe avvistato gli inglesi.

## L'assedio
La mattina del 25 maggio, il conte di Essex divise la sua armata su tre fronti, con l'avanguardia a un miglio da Clonmel. L'artiglieria (un cannone e una colubrina) giunsero sul posto via acqua sotto la diretta supervisione del conte di Essex. Con la protezione della retroguardia e dei cavalieri, i cannoni vennero trasportati a mano per 10 miglia sino a Cahir (per la mancanza di cavalli da tiro), sotto una pioggia incessante che rese ancora più difficile il loro trasporto. Essex prese quindi il comando dell'avanguardia e con questa si fermò a circa un miglio dal castello in attesa dell'artiglieria.
Il barone Cahir venne inviato (assieme a Henry Danvers, luogotenente generale della cavalleria) a chiedere a suo fratello la resa del fortilizio ed a permettere l'ingresso degli inglesi entro le mura della fortezza; il castellano rispose ad ogni modo con una serie di insulti per il trattamento ricevuto in precedenza e venne quindi accusato di tradimento dagli inglesi. Venne proposto un ulteriore abboccamento tra le due parti, ma il conte di Essex era ormai determinato a catturare il castello ed il barone di Cahir con sua moglie vennero posti sotto sorveglianza come ostaggi.

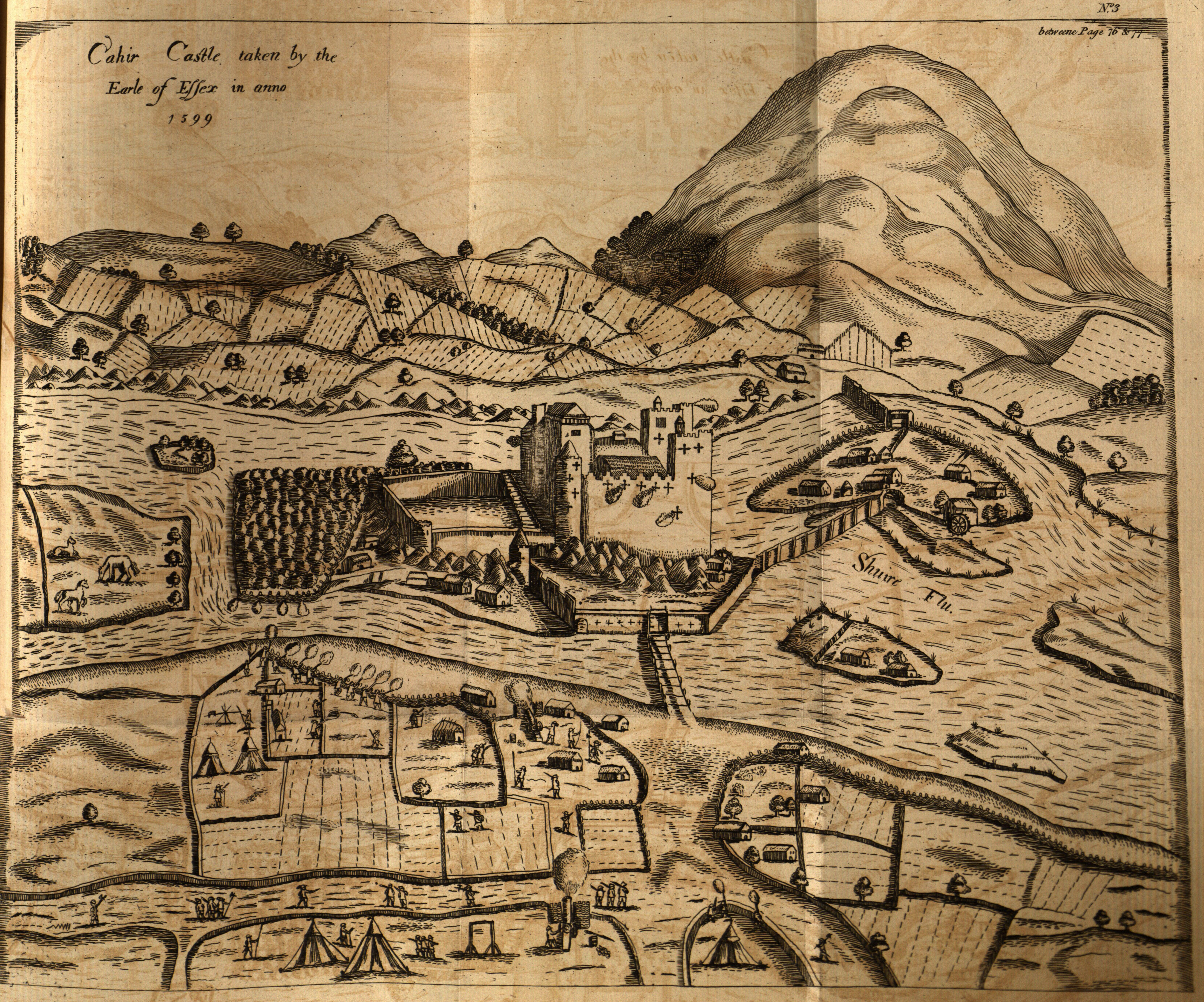
Disegno dell'assedio del castello di Cahir nel 1599.

Si tenne un consiglio di guerra alla presenza del conte di Ormond. L'esercito era stazionario, con bassi rifornimenti e poca acqua potabile, il che faceva crescere ulteriormente i malesseri interni. Si diffuse inoltre la diceria secondo la quale 5000 ribelli si stavano avvicinando al castello. Venne dato l'ordine di far giungere nuove munizioni agli inglesi da Waterford.
Quella sera, il contea di Essex studiò attentamente il castello con George Bingham, il quale aveva assediato già il castello dei Maguire sull'isola di Enniskillen nel 1594. Si decise di intervenire dalla riva orientale del fiume a 50 passi dalle mura del castello, dove sarebbe stata posta una piattaforma per il cannone. I genieri inglesi lavorarono sotto la copertura di moschettieri e archibugieri, con delle gabbie (cesti di vimini riempiti di terra) per far loro da scudo dal fuoco nemico. La colubrina venne posta più indietro, sul fianco del castello.
Sabato 26 maggio, l'avanguardia si spostò verso la riva orientale del fiume. Il conte di Essex avrebbe potuto agire su due fronti contemporaneamente così da distrarre gli assediati, ma scelse invece di attaccare direttamente da una sola direzione. Nel pomeriggio, ebbero inizio i primi raids esterni. Sul finire del giorno, sul posto giunse anche la retroguardia con l'artiglieria. Dopo una notte di preparativi, i due cannoni si trovavano nella loro posizione sulla riva orientale e la domenica 27 aprirono il fuoco. Il cannone venne posto a carrello libero, ma dopo il secondo colpo il carrello si ruppe (il danno richiese un giorno e mezzo di riparazioni). Quindi una palla di cannone proveniente dal castello colpì la colubrina, ma questa venne riparata in breve tempo e vennero sparati più di cinquanta colpi contro gli assediati al punto che questi, per paura di crolli, dovettero abbandonare tutte le torri del castello. Durante una cannonata, il barone di Cahir e sua moglie, si disse, urlarono come bambini.
Dal fronte ovest, intanto, Edmund Fitzgibbon cercava di aiutare gli assediati, ma il conte di Essex inviò Christopher St Lawrence, figlio di Lord Howth, ed un colonnello di fanteria, i quali distrussero i due ponti che collegavano il castello con la terraferma, lasciando così l'isola del fortilizio isolata rispetto alla riva.
Verso sera, la colubrina venne fatta avanzare verso il castello. Il giorno 28, le cannonate ripresero e si creò una notevole breccia nel muro est del castello. Si iniziarono quindi i preparativi per un assalto da compiersi la mattina successiva: i genieri prepararono scale e ponteggi oltre a petardi (casse di legno di polvere da sparo per far esplodere le barricate) proprio sotto le mura. Il piano era di creare quattro compagnie di veterani a piedi, facendoli agire con gli esplosivi.
Nella notte, la guarnigione al castello tentò di fuggire ma venne individuata da Charles Percy e da St Lawrence che si occuparono di loro con quattro compagnie di veterani delle Fiandre. Almeno 80 uomini rimasero uccisi lungo il fiume, ma James Galdie riuscì a fuggire con alcuni uomini in un canale di scolo di un mulino nelle vicinanze. Gli inglesi penetrarono quindi nel castello senza resistenza.
La mattina del 29, il conte di Essex entrò nel castello e diede ordine di montare i cannoni sulle mura del castello che vennero prontamente riparate. Il castello ospitò 100 uomini al comando di George Carey, il quale però morì qualche giorno dopo a causa delle ferite subite al volto nell'assalto. Il resto dell'esercito rimase all'accampamento sino al 31 del medesimo mese, mentre i malati ed i feriti vennero inviati a Clonmel. Il ponte di Golden venne riparato ed il conte di Essex attraversò così il Suir per entrare nel territorio dei ribelli ad ovest di Munster.

## Conseguenze
Il conte di Essex si fece una gran pubblicità personale per la presa del castello di Cahir, ma la regina Elisabetta I minimizzò i suoi sforzi descrivendo i difensori della fortezza come una "massa disordinata di furfanti". Poco dopo, tra l'altro, la campagna militare del conte di Essex dovette fermarsi ed il comandante si riportò in Inghilterra per dare relazione di quanto accaduto alla sovrana. L'anno successivo, il 1600, il castello venne riconquistato da 60 ribelli al comando di James Butler, e dovette poi arrendersi a sir George Carew.